# Marwan Kenzari
Marwan Chico Kenzari (Den Haag, 16 januari 1983) is een Nederlands acteur van Tunesische afkomst. Hij werd in Nederland vooral bekend door zijn rol als Luca de Keyzer in Flikken Maastricht en als Daan in de film Hartenstraat. Internationaal brak hij door dankzij zijn rol als Jafar in de Disney-liveactionfilm Aladdin (2019) en in The Old Guard. 

## Biografie
Kenzari studeerde in 2009 af aan de Toneelschool Maastricht. Sinds seizoen 2009-2010 is hij vast verbonden aan Toneelgroep Amsterdam. Hij is vooral bekend door zijn deelname aan de film Rabat (2011). Hij won een Gouden Kalf voor beste acteur voor zijn rol als Majid in de film Wolf (2013). Door zijn rol in Wolf werd Kenzari geselecteerd als een van de Shooting Stars, de tien beste jonge Europese acteurs die op het filmfestival Berlijn 2014 in de schijnwerpers worden gezet. 
In 2016 begon Kenzari zijn internationale filmcarrière met de rol van Matthias in de  actiefilm Collide. Ook had hij dat jaar een rol in de remake Ben Hur als de Romeinse officier Drusus en in The Promise met onder meer Christian Bale. In 2017 speelde hij in de films The Mummy met Tom Cruise als tegenspeler, What Happened to Monday met Noomi Rapace en Murder on the Orient Express met Kenneth Branagh. In 2018 speelde hij de hoofdrol in de biopic The Angel. In 2019 was hij te zien in de rol van Jafar in Aladdin.
In 2020 speelde hij een door Raymond Westerling geïnspireerde hoofdrol in de film De Oost, over het optreden van Nederland tijdens de onafhankelijkheidsstrijd van Indonesië. In 2022 speelde hij in de Amerikaanse film Black Adam. In 2025 speelde hij Sami Saidi, een Delta Force-soldaat, in seizoen 2 van de Netflix-serie The Night Agent.